# Dōmyō
Dōmyō (道命; 974 – 26 luglio 1020) è stato un monaco buddista e poeta giapponese waka del medio periodo Heian.
Suo padre era Fujiwara no Michitsuna. Il suo nome è incluso nell'elenco antologico Chūko Sanjūrokkasen.
Nel 987 divenne monaco buddista ed entrò nel monastero di Enryaku-ji, poi nel 1001 fu nominato ācārya del tempio Sōji-ji e nel 1016 bettō del tempio Tennō-ji. In alcuni resoconti come l'Uji Shūi Monogatari, si parla di un'intima relazione tra questo monaco e la poetessa Izumi Shikibu. Fu anche amico d'infanzia dell'imperatore Kazan e frequentò i circoli poetici da lui promossi fino alla morte dell'imperatore nel 1008. Si dice che fosse eccellente nel cantare i sutra.
La sua collezione personale si chiama Dōmyō Ajari-shū (道命阿闍梨集). Alcune delle sue poesie sono incluse in varie antologie imperiali tra cui il Goshūi Wakashū. Alcune delle sue poesie sono state incluse in varie raccolte di poesie, come l'Akazome Emon-shū realizzata da Akazome Emon.